# Onsernone
Onsernone (lmo. Zarnón, Onsernom) – miejscowość i gmina w południowej Szwajcarii, w kantonie Ticino, w okręgu (distretto) Locarno, siedziba administracyjna powiatu (circolo) Onsernone. 10 kwietnia 2016 do gminy przyłączono gminy Gresso, Isorno, Mosogno i Vergeletto.

## Demografia
W Onsernone mieszka 675 osób. W 2022 roku 8,6% populacji gminy stanowiły osoby urodzone poza Szwajcarią. 